# Der Schmetterlingseffekt
Der Schmetterlingseffekt – czwarty solowy album studyjny niemieckiego rapera Bass Sultan Hengzt wydany 14 września 2007 roku. Gościnnie na płycie pojawili się Sido, Automatikk, Godsilla, King Orgasmus One i Xavier Naidoo.

## Lista utworów
1. Intro
2. Blockbuster
3. Schmetterlingseffekt
4. Klassenfahrt
5. M3&Noyd in session
6. Ghettopräsident
7. Scheiss Was Drauf
8. Tattoo
9. Streben Nach Glück "Mein Leben" feat. Josof
10. Morgen Wird Ein Besserer Tag feat. Automatikk
11. Verlorene Jungs
12. Ich Bin Wer..? feat. Automatikk
13. Vergiss Mein Nicht
14. Deadly Games feat. Godsilla
15. Sie Wissen Nicht Was Sie Tun feat. Josof
16. Lulliby Skit
17. Lulliby
18. Für Mein Engel
19. Seelenfrieden feat. Sido
20. Ich Gehör Nicht Dir feat. Xavier naidoo
21. H.e.n.gzt
22. Das Letzte Mal

### Premium Edition
1. Nix Zu Verlieren
2. Einzelkampf
3. In Den Jeans
4. Schritt Für Schritt
5. 3 Kingz feat. Automatikk
6. Ketten raus Kragen hoch 2007